# 심연 (하인라인의 중편소설)
「심연」("Gulf")은 미국의 SF 소설가 로버트 하인라인이 쓴 SF 중편소설이다. 『어스타운딩 사이언스 픽션』 1949년 11월 - 12월호에 연재되었다. 1982년작 장편소설 『프라이데이』는 이 작품의 후속편에 해당한다.
한국어로는 197-80년대에 일본어 중역을 거쳐 「초인 부대」(아이디어회관 SF 세계명작), 「초능력 부대」(아동문학사 홈 라이브러리)라는 제목으로 해적판이 출간되었다. 정식 번역판은 2024년 아작에서 하인라인 중단편 전집 제9권으로 출간되었다.

## 줄거리
우수한 지능을 가진 인간들끼리 한데 모여서, 일반인들과는 유전적으로 분리된 새로운 인종으로 발전한다. 이렇게 만들어진 고지능 인류는 일반 대중에게서 몸을 숨긴 비밀결사이자 인류 전체를 남몰래 보호하는 자애로운 지배계급이 된다. 이들 고지능 인류는 알프레트 코지프스키의 일반의미론과 새뮤얼 렌쇼의 심리학 이론을 이용해서, 보통 사람보다 더 빠르고 정확하게 사고하도록 훈련받을 수 있다. 
한편, “신성 효과(nova effect)”라는 것이 있는데, 한 행성을 통째로 불태워 항성처럼 만드는 것이다. 태양계 최고의 부자인 키슬리 할멈은 이것을 이용해 지구를 불태우겠다고 인류를 협박하고, 달에 있는 저택에서 자기가 인류를 지배할 야망을 꿈꾼다.
주인공 “죠”는 신성 효과에 대한 유일한 기록이 담긴 마이크로필름을 운반하는 임무를 맡은 요원이다. 그런데 지구로 돌아온 죠는 붙잡혀서 “배불뚝이 볼드윈”이라는 사람과 함께 갇히게 된다. 죠와 볼드윈은 플레잉카드 두 팩으로 암호화된 대화를 나누어 함께 탈출한다. 볼드윈은 죠를 고지능자 비밀결사에 소개하고, 고급 훈련을 시켜 죠는 텔레파시를 사용할 수 있게 된다. 볼드윈은 자기네 비밀결사는 위험한 과학기술이 범상한 인간들의 손에 넘어가지 않도록 지키는 단체라고 소개한다. 신성 효과는 볼드윈 본인이 발견한 것으로, 그것이 불가능하다는 것을 밝혀내려 하다가 오히려 가능함을 밝혀내고 만 것이었다.
죠는 고지능자 비밀결사의 여성 요원 게일을 만나 사랑에 빠진다. 볼드윈은 곧 지구에 신성 효과가 일어날 것이라는 정보를 얻는데, 그 트리거 장치는 달에 있다. 죠와 게일은 이 트리거를 비활성화하도록 달로 파견된다. 죠와 게일은 키슬리 할멈의 저택에 고용인으로 잠입해서, 게일은 리모컨을 탈취하고 죠는 송신기를 비활성화하는 임무를 맡는다. 하지만 상황은 절망적으로 돌아간다. 게일은 키슬리 할멈을 암살하지만 그 부하들에게 포위되고, 죠는 송신기에 부비트랩이 설치되어 있음을 알게 된다. 두 사람은 둘 다 곧 죽을 것임을 알고, 텔레파시로 혼인서약을 나누며 인류를 구하고 장렬히 폭사한다.